# Deborah Dultzin Kessler
Deborah Dultzin Kessler (Monterrey; 9 de octubre de 1945) es una investigadora en astrofísica mexicana. Su investigación se enfoca en cuásares y otros centros de galaxias activas.

## Biografía
Nació en Monterrey el 9 de octubre de 1945. Su madre, la pintora Fredzia Kessler, emigró a México desde Polonia a los siete años con sus padres. Su padre, Leon Aryeh Dultzin, fue un activista sionista, que emigró a México de Bielorrusia. en 1929. En 1956 él se fue a vivir a Israel y ella creció con su madre. 
Deborah Dultzin Kessler ha contado que su amor a la ciencia surgió en su infancia, ya que cuando era pequeña se quedaba mirando el cielo y que una vez, cuando alguien le preguntó que quería ser de grande ella respondió "estrellífera". Entre sus intereses fuera de la investigación están la literatura y la música. Canta en el Coro Filarmónico Universitario.

## Educación
Estudió la licenciatura en Física en la Facultad de Ciencias de la Universidad Nacional Autónoma de México (UNAM) en 1968. Estudió la maestría en astrofísica y la candidatura a grado de doctor en la Universidad Estatal de Moscú, siendo la única mujer que fue discípula del prominente científico Yákov B. Zeldovich. No pudo terminar su tesis por problemas de salud y regresó a México en 1973, donde empezó a trabajar en el Instituto de Astronomía de la Universidad Nacional Autónoma de México como investigadora. Durante un año sabático, en 1985, se fue a la Sorbona para terminar el doctorado que tenía pendiente, el cual completó el mismo año y, en 1986, obtuvo el doctorado en l’Université Paris-Sorbonne, con la mención Très Honorable. Actualmente, es investigadora titular “C” en el Instituto de Astronomía de la UNAM, mantiene el nivel máximo de estímulos en el Programa de Primas al Desempeño del Personal Académico de Tiempo Completo (PRIDE) y pertenece al Sistema Nacional de Investigadores (SNI) con el nivel III.

## Descubrimientos
Participó en el descubrimiento de la existencia de dos hoyos negros en el núcleo del objeto celeste denominado OJ 287, contribuyó notablemente a la investigación de las propiedades físicas y dinámicas del gas cercano a un hoyo negro. También demostró el papel que desempeña el entorno cercano de las galaxias activas en su evolución, debido a fuerzas de marea e interacciones gravitacionales con otras galaxias próximas.

## Premios
- Premio Ciudad Capital Heberto Castillo Martínez en la categoría Científicas Mexicanas. (2010)
- Premio Sor Juana Inés de la Cruz en la categoría de Científicas Mexicanas.[cita requerida]
- Premio Universidad Nacional en el área de Investigación en ciencias exactas. (2016)

## Publicaciones
- Dultzin, Deborah. (2009). Cuásares y núcleos activos de galaxias. Ciencias 95, julio-septiembre, 54-61. En línea
- Dultzin, Déborah (1988) Cuásares. En los confines del universo Fondo de Cultura Económica.